# ویبریوناسه
ویبریوناسه (Vibrionaceae) خانواده‌ای از پروتئوباکتریاها هستند که در آب شیرین یا شور زندگی می‌کنند. این خانواده شامل چندین گونه بیماری‌زا است از جمله گونه ویبریو کلرا که عامل بیماری وبا است. بیشتر باکتری‌های زیست‌تابی از این خانواده هستند و به طور معمول به صورت همزیست با جانوران در اعماق دریا یافت می‌شوند.
این باکتری‌ها میله‌ای شکل مستقیم یا خمیده و متحرک هستند (باسیلی شکل و اندکی خمیده).
ویبریوناسه برای رشد دست‌کم نیازمند ۲ تا ۳ درصد نمک خوراکی (NaCl) هستند و بیشتر در آب‌های شور مانند دریاها و اقیانوس‌ها زندگی می‌کنند و کمتر در آب‌های شیرین دیده می‌شوند.
ویبریوناسه ارگانیسم‌هایی گرم منفی، بی‌هوازی اختیاری و قادر به تخمیر هستند. آن‌ها حاوی آنزیم اکسیداز هستند و اکسیداز مثبت به شمار می‌روند (برخلاف انتروباکتریاسه) و همچنین دارای یک یا چند تاژک هستند که به طور کلی قطبی هستند. در اصل، این خصوصیات خانواده ویبریوناسه را تعریف می‌کرد، به گونه‌ای که این خانواده به چهار جنس تقسیم می‌شد. دو مورد از این موارد، ویبریو و فوتوباکتریوم، مربوط به گروه مدرن هستند، اگرچه چندین جنس جدید تعریف شده است. مطالعات ژنتیکی نشان داده است که دو عضو اصلی دیگر آئروموناس و پلزیوموناس به خانواده‌های جداگانه‌ای تعلق دارند. خانواده ویبریوناسه هم‌اکنون شامل هشت جنس معتبر است: Aliivibrio، Catenococcus، Enterovibrio ، Grimontia، Listonella ، Photobacterium، (اگرچه وضعیت آن زیر سوال رفته است) Salinivibrio، و Vibrio.